# 綠點大道車站
綠點大道車站（英語：Greenpoint Avenue station）是美國紐約地鐵IND跨城線的一個地鐵站，位於布魯克林綠點曼哈頓大道及綠點大道交界，設有G線（任何時候停站）列車服務。

## 車站結構
| G        | 街道層             | 出入口                                    |
| M        | 夾層               | 往出入口、車站詢問處、MetroCard自動售票機 |
| P 月台層 | 側式月台，右側開門 | 側式月台，右側開門                        |
| P 月台層 | 北行               | 往法庭廣場（21街）                        |
| P 月台層 | 南行               | 往教堂大道（納蘇大道）                    |
| P 月台層 | 側式月台，右側開門 |                                           |

此地下車站在1933年8月19日啟用，設有兩個側式月台和兩條軌道。
此站是IND跨城線在布魯克林的最北端車站。最往北，路線將下穿新鎮溪進入皇后區長島市。

## 外部連結
- nycsubway.org—IND Crosstown: Greentpoint Avenue
- Station Reporter — G Train
- The Subway Nut — Greenpoint Avenue Pictures （页面存档备份，存于）
- Greenpoint Avenue entrance from Google Maps Street View
- India Street entrance from Google Maps Street View
- Platforms from Google Maps Street View